# Bytoń (gmina)
Bytoń est une gmina rurale du powiat de Radziejów, Couïavie-Poméranie, dans le centre-nord de la Pologne. Son siège est le village de Bytoń, qui se situe environ 10 km au sud-est de Radziejów et 52 km au sud de Toruń.
La gmina couvre une superficie de 73,35 km2 pour une population de 3 790 habitants.

## Géographie
La gmina est bordée par les gminy d'Osiecznica, Szprotawa et Żagań.